# Кань-сюр-Мер-2
Кань-сюр-Мер-2 (фр. Canton de Cagnes-sur-Mer-2) — кантон на юго-востоке Франции в регионе Прованс — Альпы — Лазурный Берег, департамент Приморские Альпы, округ Грас. Кантон был создан 22 марта 2015 года, он включает в себя коммуны Ла-Год, Сен-Лоран-дю-Вар и часть коммуны Кань-сюр-Мер.

## История
Кантон Кань-сюр-Мер-2 — новая единица административно-территориального деления Франции (департамент Приморские Альпы, округ Грас), созданная декретом от 24 февраля 2014 года после упразднения трёх кантонов: Восточный Сен-Лоран-дю-Вар-Кань-сюр-Мер, Западный Кань-сюр-Мер и Центральный Кань-сюр-Мер. Новая норма административного деления вступила в силу на первых региональных (территориальных) выборах (новый тип выборов во Франции). Таким образом, единые территориальные выборы заменяют два вида голосования, существовавших до сих пор: региональные выборы и кантональные выборы (выборы генеральных советников). Первые выборы такого типа, на которых избирают одновременно и региональных советников (членов парламентов французских регионов) и генеральных советников (членов парламентов французских департаментов) состоялись в коммуне Кань-сюр-Мер 22 марта 2015 года. Эта дата официально считается датой создания нового кантона. Начиная с этих выборов, советники избираются по смешанной системе (мажоритарной и пропорциональной). Избиратели каждого кантона выбирают Совет департамента (новое название генерального Совета): двух советников разного пола. Этот новый механизм голосования потребовал перераспределения коммун по кантонам, количество которых в департаменте уменьшилось вдвое с округлением итоговой величины вверх до нечётного числа в соответствии с условиями минимального порога, определённого статьёй 4 закона от 17 мая 2013 года. В результате пересмотра общее количество кантонов департамента Приморские Альпы в 2015 году уменьшилось с 52-х до 27-ти.
Советники департаментов избираются сроком на 6 лет. Выборы территориальных и генеральных советников проводят по смешанной системе: 80 % мест распределяется по мажоритарной системе и 20 % — по пропорциональной системе на основе списка департаментов. В соответствии с действующей во Франции избирательной системой для победы на выборах кандидату в первом туре необходимо получить абсолютное большинство голосов (то есть больше половины голосов из числа не менее 25 % зарегистрированных избирателей). В случае, когда по результатам первого тура ни один кандидат не набирает абсолютного большинства голосов, проводится второй тур голосования. К участию во втором туре допускаются только те кандидаты, которые в первом туре получили поддержку не менее 12,5 % от зарегистрированных и проголосовавших «за» избирателей. При этом, для победы во втором туре выборов достаточно простого большинства (побеждает кандидат, набравший наибольшее число голосов).

## Консулы кантона
После реформы 2015 года консулов избирают парами:
| Консулы кантона после реформы 2015 года: | Консулы кантона после реформы 2015 года: | Консулы кантона после реформы 2015 года: | Консулы кантона после реформы 2015 года: |
| Период                                   | Пара консулов                            | Статус                                   | Должность                                |
| ---------------------------------------- | ---------------------------------------- | ---------------------------------------- | ---------------------------------------- |
| 2015 — 2021                              | Joseph Segura                            |                                          |                                          |
| 2015 — 2021                              | Vanessa Siegel                           |                                          |                                          |

## Состав кантона
Новый кантон в составе округа Грас сформирован 22 марта 2015 года. По данным INSEE, кантон Кань-сюр-Мер-2 включает в себя часть Кань-сюр-Мера и ещё две коммуны. Суммарная численность населения кантона — 43 037 человек (2013).
С 22 марта 2015 года кантону подчинена 3 коммуны:
| Код INSEE | Коммуна          | Французское название | Почтовый индекс | Площадь, км²              | Население (2013)               | Плотность, чел/км²         |
| --------- | ---------------- | -------------------- | --------------- | ------------------------- | ------------------------------ | -------------------------- |
| 06027     | Кань-сюр-Мер     | Cagnes-sur-Mer       | 06800           | часть — ? коммуна — 17,95 | часть — 7 573 коммуна — 46 940 | часть — ? коммуна — 2600,9 |
| 06065     | Ла-Год           | La Gaude             | 06610           | 13,1                      | 6695                           | 511,1                      |
| 06123     | Сен-Лоран-дю-Вар | Saint-Laurent-du-Var | 06700           | 10,11                     | 29343                          | 2902,4                     |